# Skrito sporočilo
Skrito sporočilo je sporočilo poslano v obliki, ki onemogoča, da ga nepooblaščena oseba najde (vidi), tudi če prestreže nosilec, na katerem je zapisano.
Poleg skrivanja sporočil pod podloge obleke, kovčkov ali ovitkov knjig so najbolj znane metode:
- Uporaba tajnega črnila. Tako črnilo ne pušča vidnih sledi. Sporočilo postane vidno pod vplivom toplote ali obdelavi z določeno kemikalijo
- Uporaba mikrofilmov. Ekstremno zmanjšanje fizične velikosti sporočila olajša njegovo skrivanje.
- V antiki so napisali sporočilo na obrito glavo sla. Ko so lasje ponovno zrasli, so ga poslali na pot.

Zaradi hitrosti in zanesljivosti se v sedanjosti uporablja šifriranje sporočil.